# Bombur
Bombur je izmišljen lik iz Tolkienove mitologije angleškega pisatelja J.R.R Tolkiena.
Bombur je bil škrat, ki je spremljal Thorina II. Hrastoščita, Bilba Bisagina in Gandalfa v znanem potovanju, opisanem v Hobitu. Bil je torej član slavne Thorinove druščine, kjer sta bila tudi njegova bratranca Bofur in Bifur.
Skupaj z Balinom, Kilijem, Filijem in Dwalinom se pojavlja največ od vseh škratov v druščini razen Thorina.
V filmih ga igra Stephen Hunter.